# Trichilia moschata
Trichilia moschata là một loài thực vật có hoa trong họ Meliaceae. Loài này được Sw. miêu tả khoa học đầu tiên năm 1788.